# The Best of Scarface
The Best of Scarface è una raccolta del rapper statunitense Scarface, pubblicata nel 2008.
| Recensione | Giudizio |
| ---------- | -------- |
| AllMusic   | [ 1 ]    |

## Tracce
1. Intro – 1:18
2. Mr. Scarface, pt. 2 – 1:48
3. Murder by Reason of Insanity – 2:13
4. Body Snatcher – 1:38
5. Diary of a Madman – 2:58
6. Interlude 1 – 0:05
7. Money and the Power – 1:09
8. Good Girl Gone Bad – 3:10
9. Lettin' 'em Know – 2:16
10. The Wall – 2:03
11. You Don't Hear Me Though – 2:42
12. Dying with Ya Boots on – 1:21
13. Now I Feel Ya – 2:18
14. Mr. Scarface, pt. 3 – 4:07
15. Interlude 2 – 0:11
16. White Sheet – 1:00
17. Jesse James – 2:00
18. Seen a Man Die – 2:46
19. Hand of the Dead Body – 4:15
20. Interlude 3 – 0:18
21. Mind Playin' Tricks '94 – 2:04
22. No Warning – 2:04
23. Interlude 4 – 0:06
24. Sunshine – 2:18
25. Mary Jane – 3:13
26. Smile – 4:19
27. Game Over – 3:36
28. Interlude 5 – 0:10
29. Homies and Thugs (Remix) – 4:48
30. Fuck Faces – 2:40
31. You Owe Me – 1:36
32. Interlude 6 – 0:04
33. It Ain't, pt. 2 – 1:56
34. Get Out – 2:34
35. Guess Who's Back? – 2:16
36. My Block – 1:11
37. In Between Us – 3:12

## Classifiche
| Classifica (2008)         | Posizione massima |
| ------------------------- | ----------------- |
| Stati Uniti               | 121               |
| US Top Rap Albums         | 7                 |
| US Top R&B/Hip-Hop Albums | 16                |